# Клеман, Франсуа
Франсуа́ Клема́н (фр. François Clément; 1714—1793) — французский историк, монах-бенедиктинец.

## Биография
Главный труд его — тщательная переработка знаменитого хронологического труда «Искусство проверять даты исторических событий» (фр. «Art de vérifier les dates des faits historiques, des chartes, des chroniques, et autres anciens monuments, depuis la naissance de Notre-Seigneur...»): в редакцию 1750 г., подготовленную Шарлем Клемансе, он сперва внёс ряд исправлений в издании 1770 года, а затем, не удовлетворённый своим трудом, опубликовал в 1783—1787 гг. кардинально переработанное и значительно дополненное издание в трёх томах.
В многотомной «Histoire littéraire de la France» Клеману принадлежат окончание XI тома, том XII и материалы для XIII тома. Он продолжал также «Recueil des histoires des Gaules et de la France», начатый Мартеном Буке. После упразднения иезуитского ордена Клеман опубликовал вместе с де Брекиньи «Catalogus MS codicum collegii Claromontani» (1764).